# Лукашевич, Олег Вацлавович
Оле́г Вацла́вович Лукаше́вич (бел. Алег Лукашэвіч; 27 марта 1972, Ляховичи, Брестская область) — белорусский телеведущий, журналист, режиссёр, фотограф, издатель, общественный деятель.

## Биография
С декабря 1994 года начал работать на Белорусском телевидении. В 1995 году окончил факультет журналистики Белорусского государственного университета. В 1996 году обучался по специальности — оператор и режиссёр телевидения в Международном образовательном центре «CIRNEA» в Париже. Повышал квалификацию на французских телеканалах «France 2», «TV5Monde», «France 3».
Олег Лукашевич стал первым белорусским журналистом аккредитованным на Международном Каннском кинофестивале в мае 1996 года. Постоянные аккредитации на престижных Международных кинофестивалях в Канне, Берлине и Венеции позволили Лукашевичу напрямую общаться со звездами первой величины. Он проинтервьюировал многих классиков мирового кино, среди них: Питер Гринуэй, Вим Вендерс, Пол Верхувен, Кшиштоф Занусси, Такэси Китано, Катрин Брейя, Никита Михалков, Педро Альмодовар, Кен Лоуч, Анджей Вайда, Александр Сокуров, Бертран Тавернье, Эмир Кустурица и др. 

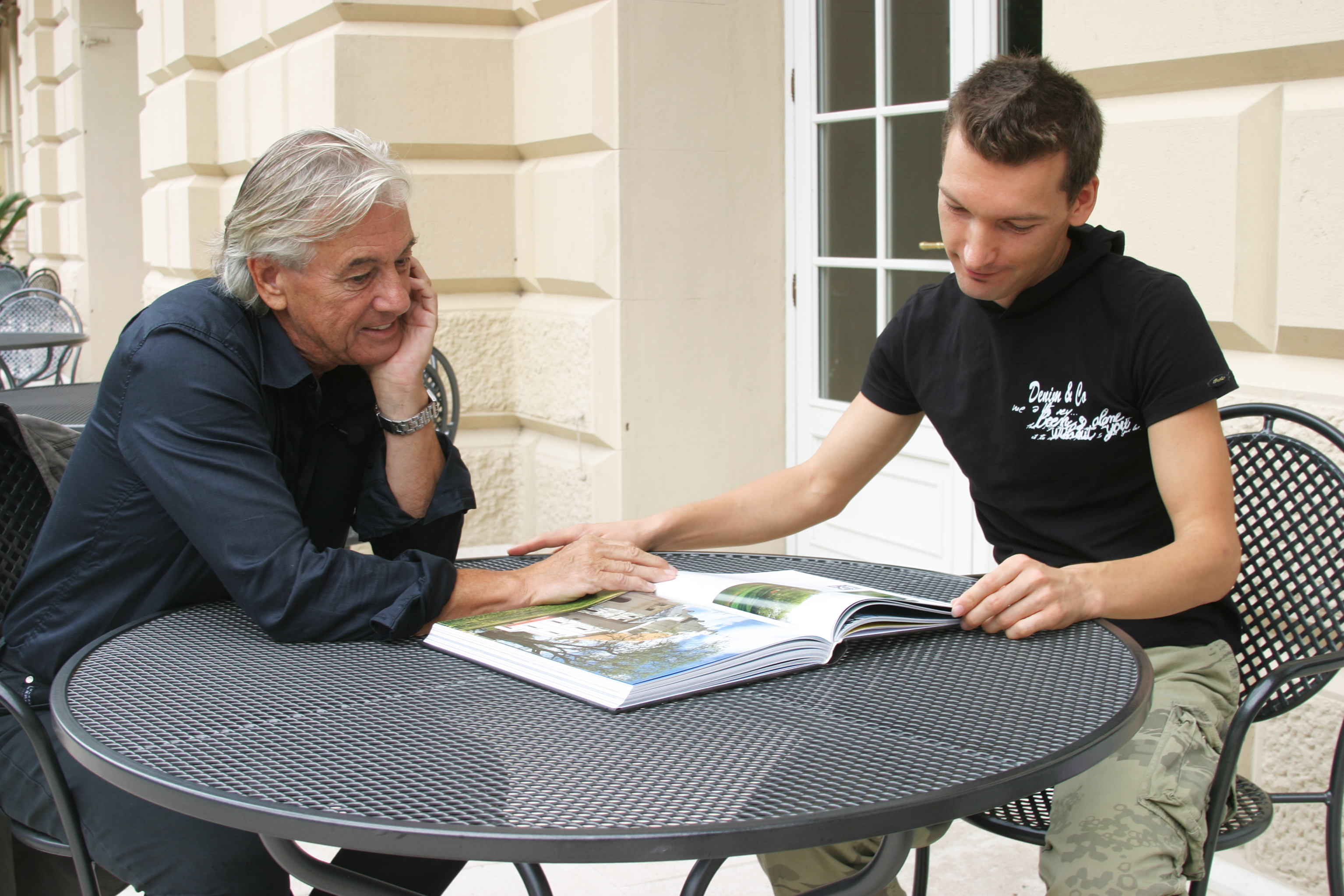
Олег Лукашевич и кинорежиссёр Пол Верхувен, Венецианский кинофестиваль, сентябрь 2007 года

Пьер Карден, Карл Лагерфельд, Патрисия Каас, Джулия Ормонд, Шэрон Стоун, Эммануэль Беар, Азия Ардженто, Катрин Денёв, Фанни Ардан, Андрей Вознесенский, Соня Рикель, Изабель Юппер — это неполный список знаменитостей, с которыми встречался Олег Лукашевич. По его инициативе и приглашению в феврале 2001 и сентябре 2002 года Минск с премьерными показами посетил всемирно известный кинорежиссёр Кшиштоф Занусси. В ноябре 2005 года возглавлял Жюри кинопрессы на XII Международном Минском кинофестивале «Лістапад». Он создал ряд популярных телепроектов на Белорусском телевидении («Новая коллекция», «Наше наследие», «Снято!»). Автор и ведущий проекта «Эпоха». С 2003 года совместно с Александром Алексеевым реализует художественный проект «Наследие Беларуси», который включает проведение фотовыставок, издание альбомов, производство документальных фильмов и телевизионных программ. С ноября 2010 года Олег Лукашевич является членом Республиканского общественного совета по делам культуры и искусства при Совете Министров Республики Беларусь. Совместно с Александром Алексеевым организовал открытие первого Национального павильона Республики Беларусь на 64 Каннском кинофестивале. В мае 2011 стал руководителем Национального павильона. В 2012 приступил к работе над документально-просветительским проектом «Художники Парижской школы. Уроженцы Беларуси». В мае 2014 года состоялась премьера цикла из 9 фильмов. Музыку к проекту предоставила Мадонна, с ней был подписан контракт. В 2017 г. создал 10 фильмов из цикла «Современное искусство Беларуси», в январе-феврале 2018 г. состоялась премьера проекта на телеканалах «Беларусь-24» и «Беларусь-3».

## Фильмография

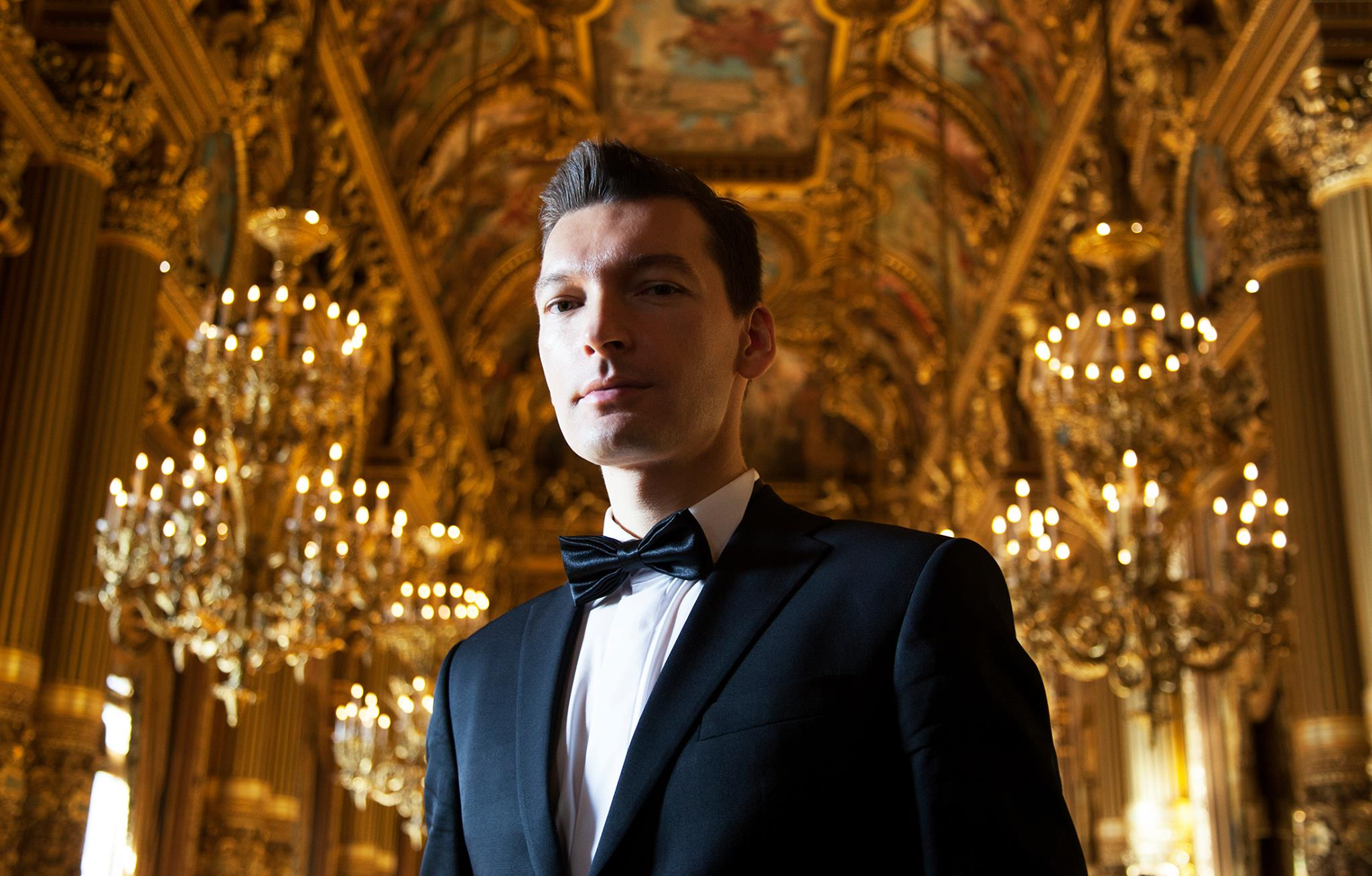
Олег Лукашевич в Опера Гарнье, Париж, июль 2014 года

- 2006 — «Эпоха Марка Шагала»[14], «Преподобная Евфросиния Полоцкая», «Луис Майер. Лев Голливуда»[15], «Станислав Август Понятовский»
- 2007 — «Тадеуш Костюшко. Возвращение героя»[16]
- 2008 — «Адам Мицкевич», «Игнатий Домейко»[17]
- 2009 — «Николай Судзиловский-Руссель»[18] «Кшиштоф Занусси. Мастеру — 70!»[19]
- 2010 — «Борис Заборов. Долгая дорога домой», «Знаменитый-неизвестный. Иван Хруцкий», «Радзивиллы. Портретная галерея»[20]
- 2011 — «Радзивиллы. Несвижские владения. Костел Божьего тела», «Парижская школа. Художники из Беларуси», «Эпоха Максима Богдановича»[21], «Александр Сокуров. Покорение Венеции»
- 2012 — «Эпоха Наполеона Орды»[22], «Белорусский балет. История», «История белорусской оперы».
- 2017 — «Валентин Елизарьев. Балет — искусство мысли»

## Документально-образовательный цикл «Художники Парижской школы. Уроженцы Беларуси»
В 2012—2014 годах Олег Лукашевич выступил режиссёром-постановщиком и автором сценария 9 фильмов цикла «Художники Парижской школы. Уроженцы Беларуси». Хронометраж каждого фильма 26 минут. Цикл является частью проекта Белгазпромбанка «Арт-Беларусь». В мае-июне 2014 года был представлен в эфире телеканала «Беларусь 1», в августе в эфире «Беларусь-3». В октябре 2014 года состоялась международная презентация авторского цикла Олега Лукашевича в Вильнюсе в Литовском художественном музее. Проект показан в эфире Литовского телевидения В ноябре проект был презентован на 21 Минском международном кинофестивале «Лістапад»
- «Хаим Сутин. Жажда цвета»

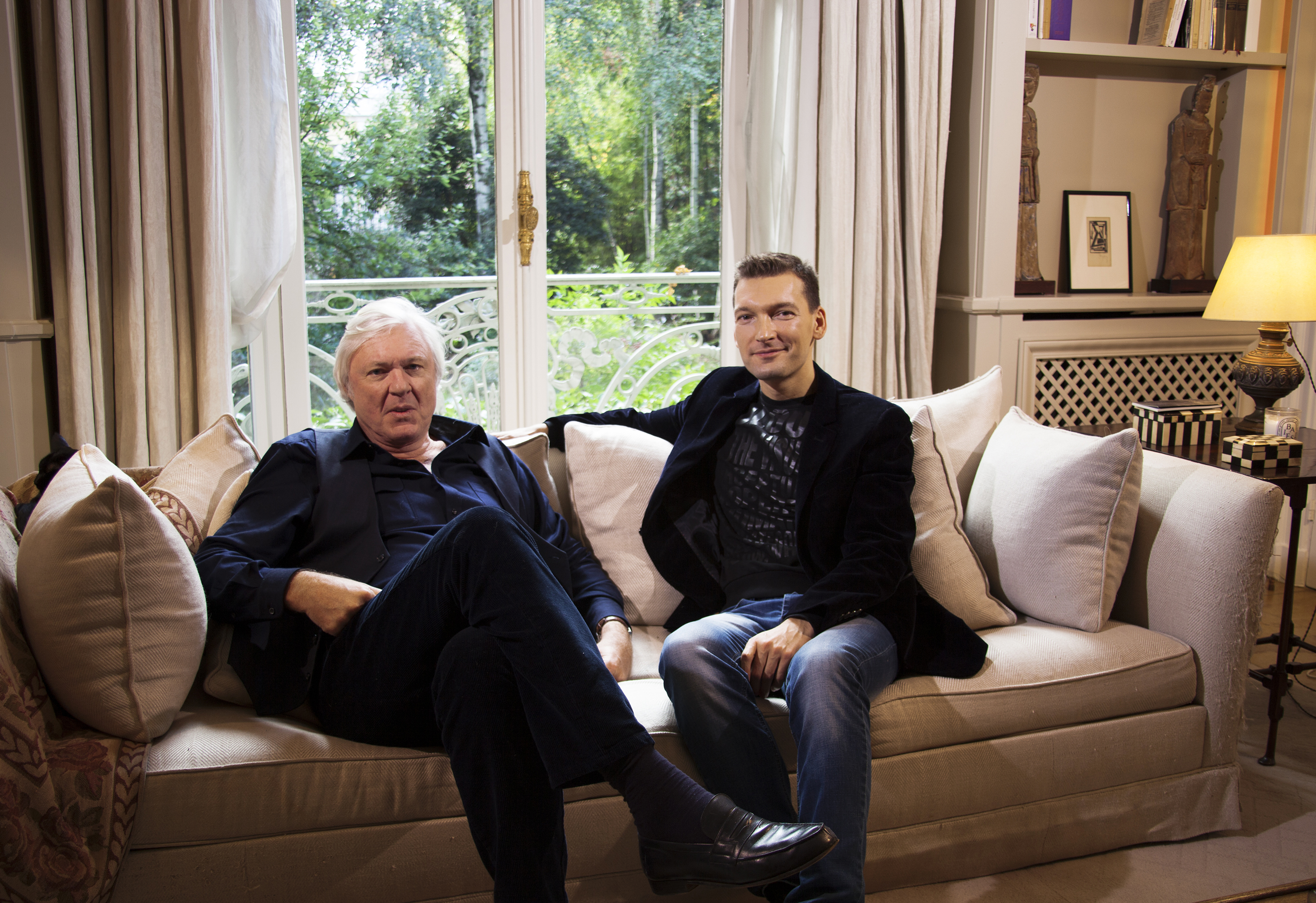
Олег Лукашевич с сыном Марка Шагала Дэвидом Мак-Нилом во время съемок цикла, Париж, октябрь 2013 года

- «Михаил Кикоин. Поэтический мир на холсте»[26]
- «Надежда Ходасевич-Леже. Взгляд в будущее»
- «Пинхус Кремень. Вечная жизнь искусства»
- «Осип Цадкин. Переплетение света и теней»
- «Файбиш-Шрага Царфин. Сияние цвета»[27]
- «Осип Любич. Созерцатель жизни»[28]
- «Лев Бакст. Мастер линии»
- «Марк Шагал. Цвет любви»[29]

## Документальный цикл «Современное искусство Беларуси»
В 2016—2017 годах Олег Лукашевич выступил автором и режиссёром-постановщиком 10 фильмов цикла «Современное искусство Беларуси». Хронометраж каждого фильма 26 минут. Партнёром проекта выступил «Приорбанк», в корпоративной коллекции которого собрано более 1000 произведений белорусских художников. В 2018-19 годах цикл был дополнен фильмами о Владимире Прокопцове и Романе Заслонове.
2016—2017
- «Леонид Щемелев»
- «Валерий Шкарубо»
- «Династия художников Бархатковых»
- «Олег Крошкин»
- «Валентина Шоба»
- «Сергей Римашевский»
- «Константин Костюченко»
- «Сакральное искусство. Церковь в д. Вишнево»
- «Владимир Кожух»
- «Анатолий Барановский»

2018—2019
- «Владимир Прокопцов»
- «Роман Заслонов»

## Телевизионные проекты
- 1996—2004 «Новая коллекция»[32]
- 2001—2004 «Наше наследие»
- 2004—2006 «Снято!»
- 2006—2012 «Эпоха»[33]
- 2010 — «Звезды 60 Берлинского кинофестиваля», «Итоги 63 Каннского кинофестиваля», «Звезды 63 Каннского кинофестиваля», «Звезды 67 Венецианского кинофестиваля»
- 2011 — «Итоги 61 Берлинского кинофестиваля», «Звезды 61 Берлинского кинофестиваля», «Итоги 64 Каннского кинофестиваля», «Звезды 68 Венецианского кинофестиваля»

## Новая коллекция
В 1996 году на Белорусском телевидении Олег Лукашевич выпускает первые программы о Каннском кинофестивале. Катрин Денев, Пьер Ришар, Бернардо Бертолуччи, Марчелло Мастрояни — звездный состав программ Лукашевича выгодно отличался от всего, что показывали в то время по телевидению. Это стало началом его телепроекта «Новая коллекция». Первые герои его программ — знаменитый кутюрье Пьер Карден (с ним интервью записывается в Париже) и французская певица Патрисия Каас (съемки в Кёльне, Германия). Лукашевич не останавливается на достигнутом, он начинает работать в качестве тележурналиста не только на фестивале в Канне, но и в Венеции и Берлине. Проинтервьюировал более сотни знаменитостей, среди них: классики мирового кинематографа, актёры, кутюрье, представители шоу-бизнеса и т. д. В 2004 году закрывает проект «Новая коллекция», продолжая выпускать отдельные программы о фестивалях класса «А». Данные программы Лукашевича стали явлением на Белорусском телевидении. В них впервые белорусский журналист напрямую общался со звездами первой величины.

«Новая коллекция» — программа для эстетов и культур-трегеров. Хотите — Венеция, хотите — Канны. Ведущий Олег Лукашевич не просто обременен хорошим вкусом и развитым интеллектом, что выгодно отличает его от коллег по каналу, но и даже отчасти избалован этими качествами. Многие искренне удивляются, узнав, что «это» идет на БТ.— «Белгазета», Максим Жбанков, Константин Михеев, 04 августа 2003 г.

Беседует Олег исключительно с мировыми знаменитостями, шесть лет подряд он выезжает на кинофестивали в Канн, Берлин и Венецию. Лукашевич проводит там время качественно, потому что с каждым новым телесезоном его «Новая коллекция» становится все более блистательной и признанной. Да и Олег, кажется, теперь не просто мальчик, который следует за звездами, — за время долгого общения с ними он и сам превратился в звезду.— «Беларусь сегодня», Виктория Попова, 15 марта 2003 г.

Долгое время известный журналист Олег Лукашевич в очерках и репортажах своей программы «Новая коллекция» прививал нам вкус к сладкой жизни буржуазной Европы, открывая, словно опытный гурман устрицы, тайны международных кинофестивалей и мира высокой моды. Среди его собеседников были Питер Гринуэй, Андрей Вознесенский, Патрисия Каас, Александр Сокуров. Для Белорусского телевидения Лукашевич, пожалуй, уже отвоевал свой собственный пятачок на европейской карте современного медиа-пространства, свою ступеньку на легендарной каннской лестнице.— «Беларусь сегодня», Валентин Пепеляев, 20 января 2006 г.

## Выставкихудожественного проекта «Наследие Беларуси»
2003 год
- Открытие проекта в Музее современного изобразительного искусства в Минске серией выставок: «Храмы Беларуси», «Усадьбы и ратуши Беларуси», «Дворцы и замки Беларуси» (Минск, Беларусь);[37]
- Министерство иностранных дел Республики Беларусь (Минск, Беларусь)
- Союз художников Армении (Ереван, Армения)[38]
- Витебский областной краеведческий музей (Витебск, Беларусь)
- Дом-музей Ильи Репина в Здравнёво (Здравнёво, Беларусь)

2004 год
- Штаб-квартира ЮНЕСКО в Париже, Выставка в честь 50-летия вступления Республики Беларусь в ЮНЕСКО (Париж, Франция)[39][40]
- Во дворце Тызенгаузов в Поставах открыта постоянно действующая фотоэкспозиция «Спадчына Беларусі», дар авторов городу (Поставы, Беларусь)
- Национальная академия Св. Цецилии, выставка в рамках Дней культуры Республики Беларусь в Риме (Рим, Италия)[41]
- Национальный художественный музей Республики Беларусь (Минск, Беларусь)[42]

2008 год
- Национальный художественный музей Республики Беларусь (Минск, Беларусь)[43]
- Пушкинский Дом, Лондон, в рамках акции «Открой Беларусь» (Лондон, Великобритания)[44]
- Гомельский дворцово-парковый ансамбль (Гомель, Беларусь)[45]
- Национальный Полоцкий историко-культурный музей-заповедник (Полоцк, Беларусь)[46]
- Участие в международном проекте выставке: «Православная икона России, Украины, Беларуси», Национальный художественный музей Республики Беларусь (Беларусь, Минск)
- Вилянувский дворец в Варшаве (Польша)[47].

2014 год
- Художественный проект «Спадчына Беларусі» представлен в Минске под открытым небом на арт-заборе парка Челюскинцев. Фотовыставка, состоящая из 60 фотографий (размер 3х2 метра) экспонировалась на протяжении года. (Минск, Беларусь)[48][49]

2015 год
- Художественный проект «Спадчына Беларусі» представлен в Минске под открытым небом на ограждении Всехсвятского храма. (Минск, Беларусь)[50]
- Художественный проект «Спадчына Беларусі» представлен в Минске под открытым небом на арт-заборе парка Челюскинцев. В 2015 году авторы Олег Лукашевич и Александр Алексеев представили публике 60 фотографий на которых изображены 4 белорусских памятника: Беловежская пуща, Мирский замок, Несвижский дворцово-парковый ансамбль, Геодезическая дуга Струве, внесенные во Всемирный список культурного и природного наследия ЮНЕСКО. (Минск, Беларусь)[51]

2016 год
- Национальный исторический музей Республики Беларусь (Минск, Беларусь);[52]
- Министерство иностранных дел Республики Беларусь (Минск, Беларусь) Фотовыставка для дипломатических представителей государств мира (Минск, Беларусь)[53].
- Художественный проект «Спадчына Беларусі» представлен в Минске, (Минск, Беларусь) под открытым небом на арт-заборе парка Челюскинцев. Тема экспозиции: «Восстановленные архитектурные ценности», представлено более 100 широкоформатных работ.
- Художественный проект «Спадчына Беларусі» представлен в Париже (Франция). Выставка широкоформатных работ экспонировалась с июня по декабрь 2016 г. в Посольстве Республики Беларусь в Париже.

2017 год
- Художественный проект «Спадчына Беларусі» представлен в Брюсселе (Бельгия). Выставка широкоформатных работ экспонировалась с декабря 2016 г. по февраль 2017 г. в Посольстве Республики Беларусь в Брюсселе.
- Художественный проект «Спадчына Беларусі» представлен в Берлине, (Берлин,Германия). Выставка широкоформатных работ экспонировалась с февраля 2017 г. по март 2017 г. в Посольстве Республики Беларусь в Берлине[54].
- Художественный проект «Спадчына Беларусі» представлен в Минске, (Минск, Беларусь) под открытым небом на арт-заборе парка Челюскинцев. Тема экспозиции: «Минску 950», представлено более 150 широкоформатных работ.
- Художественный проект «Спадчына Беларусі» представлен в Праге, (Прага,Чехия). Выставка широкоформатных работ экспонировалась с марта 2017 г. по октябрь 2017 г. в Посольстве Республики Беларусь в Праге[55].
- Художественный проект «Спадчына Беларусі» представлен в Вене, (Вена,Австрия). Выставка широкоформатных работ экспонировалась с ноября 2017 г. по январь 2018 г. в Посольстве Республики Беларусь в Вене.

2018 год
- Художественный проект «Спадчына Беларусі» представлен в Будапеште (Венгрия). Выставка широкоформатных работ экспонировалась с января 2018 г. по март 2018 г. в Посольстве Республики Беларусь в Будапеште.
- Выставка «Наследие Беларуси. Восстановленные архитектурные ценности» с октября 2018 г. по декабрь 2018 г. была представлена во Дворце Независимости[56].

2019 год
- В Зале торжественных церемоний Дворца Независимости открыта постоянная экспозиция "Спадчына Беларусi"[57].

2020 год
- Национальный исторический музей Республики Беларусь (Минск, Беларусь) выставка к 20-летию художественного проекта «Спадчына Беларусі»[58].

## Книги-альбомы
- 2004 — «Спадчына Беларусі» 1-е издание (тираж 3000 экз.) ISBN 985-454-231-9
- 2005 — «Спадчына Беларусі» 2-е и 3-е издание (общий тираж 6000 экз.) ISBN 985-454-288-2
- 2006 — «Наследие Беларуси» 1-е издание (тираж 3000 экз.) ISBN 985-454-301-3
- 2006 — «Спадчына Беларусі» 4-е издание (тираж 3000 экз.) ISBN 985-454-302-1
- 2007 — «Спадчына Беларусі.Скарбы» (тираж 3000 экз.) ISBN 978-985-454-388-8[59]
- 2007 — «Спадчына Беларусі» 5-е и 6-е издание. — 320 с.[60] — Тираж 8000 экз. ISBN 978-985-454-354-3
- 2007 — «Наследие Беларуси» 2-е издание (тираж 3500 экз.) ISBN 978-985-454-338-2[61]
- 2009 — «Скарбы Беларусі» 1-е издание (тираж 3000 экз.) ISBN 978-985-90180-2-2[62]
- 2009 — «Наследие Беларуси» 3-е издание (тираж 3000 экз.) ISBN 978-985-454-483-0
- 2010 — «Наследие Беларуси» 4-е издание (тираж 5000 экз.) ISBN 978-985-454-566-0
- 2013 — «Скарбы Беларусі» 2-е издание (тираж 1000 экз.) ISBN 978-985-7058-20-4
- 2013 — «Сокровища Беларуси» 1-е издание (тираж 1000 экз.) ISBN 978-985-7058-46-4
- 2014 — «Сокровища Беларуси» 2-е издание (тираж 1000 экз.), (3-е издание 1000 экз.) ISBN 978-985-7103-09-6
- 2015 — «Спадчына Беларусі» 1-е издание (тираж 1000 экз.) ISBN 978-985-90353-3-3
- 2017 — «Спадчына Беларусі» 2-е издание (тираж 1000 экз.) ISBN 978-985-90353-7-1
- 2021 — «Спадчына Беларусі» 1-е издание (эксклюзивный тираж 500 экз.) ISBN 978-985-90433-3-8

Общий тираж на октябрь 2023 года составляет 47 тыс. экземпляров.

## Награды
- 2001, 2003 — Почётный диплом и награда имени Ежи Гедройца за добросовестность и универсальное величие публицистики в области культуры[2]
- 2002, 2003 — Первая премия за серию исторических программ «Наше наследие» (Посольство Польши)
- 2005 — Лауреат премии «За духовное возрождение»[63]
- 2005 — Диплом им. Франциска Скорины Министерства информации Белоруссии на Республиканском конкурсе «Искусство книги»[2]
- 2008 — Почетный диплом и награда имени Ежи Гедройца за добросовестность и универсальное величие публицистики в области культуры
- 2006 — Диплом Победителя и почетная медаль на IX Евразийском телефоруме в Москве за фильм «Эпоха Марка Шагала» в номинации «Документальные фильмы и телепрограммы»[2][64]
- 2008 — Диплом I степени на V Международном конкурсе «Искусство книги» в Москве за книгу-альбом «Спадчына Беларусі. Скарбы»[65]
- 2009 — Диплом с отличием на IX конкурсе имени Ежи Гедройца за фильм «Эпоха Адама Мицкевича»[66]
- 2010 — Номинирован на Государственную премию Республики Беларусь за художественный проект «Спадчына Беларусі»;[67]
- 2011 — Диплом Победителя VII Национального телевизионного конкурса «Телевершина» за фильм «Эпоха. Знаменитый-неизвестный. Иван Хруцкий»[68]
- 2012 — Диплом Победителя VIII Национального телевизионного конкурса «Телевершина» за фильм «Эпоха Максима Богдановича»
- 2014 — Диплом III степени на XI Международном конкурсе «Искусство книги» в Москве за книгу-альбом «Сокровища Беларуси»
- 2015 — Диплом Победителя на 56 Национальном конкурсе «Искусство книги» в Минске за книгу-альбом «Сокровища Беларуси»
- 2015 — Диплом Победителя XI Национального телевизионного конкурса «Телевершина» за фильм «Хаим Сутин. Жажда цвета»[69]
- 2016 — Диплом Победителя в номинации «Лучший дизайнер» книги с вручением памятного знака-символа «Золотой Фолиант» на 55-м Национальном конкурсе «Искусство книги — 2016» в Минске за дизайн книг-альбомов «Национальный исторический музей Республики Беларусь», «Несвиж. Дворцово-парковый ансамбль», «Наследие Беларуси»[70].
- 2018 — Диплом Победителя в номинации «Лучший фотохудожник» на 56-м Национальном конкурсе «Искусство книги — 2017» в Минске[71].
- 2020 — Номинирован на Государственную премию Республики Беларусь за художественный проект «Спадчына Беларусі»[72].
- 2022 — Диплом Победителя в номинации «Фотовзгляд» на 61-м Национальном конкурсе «Искусство книги — 2022» в Минске[73].